# Fighting the World
Fighting the World, prodotto nel 1987 dalla Atlantic Records, è il quinto album della band statunitense heavy metal Manowar.

## Tracce
1. Fighting the World – 3:46
2. Blow Your Speakers – 3:36
3. Carry On – 4:08
4. Violence and Bloodshed – 3:59
5. Defender – 6:01
6. Drums of Doom – 1:18
7. Holy War – 4:40
8. Master of Revenge – 1:31
9. Black Wind, Fire and Steel – 5:17

## Formazione
- Ross the Boss - chitarra
- Joey DeMaio - basso
- Scott Columbus - batteria
- Eric Adams - voce